# پیتر تیلور (بازیکن فوتبال، زاده ۱۹۲۸)
پیتر تیلور (انگلیسی: Peter Taylor; زاده ۲ ژوئیهٔ ۱۹۲۸ – درگذشته ۴ اکتبر ۱۹۹۰) بازیکن فوتبال اهل انگلستان بود.
از باشگاه‌هایی که در آن بازی کرده‌است می‌توان به باشگاه فوتبال میدلزبرو، باشگاه فوتبال پورت ویل، باشگاه فوتبال بارتون آلبیون، باشگاه فوتبال کاونتری سیتی و باشگاه فوتبال ناتینگهام فارست اشاره کرد.